# Jnanendriya
Jñānendriya (en sanskrit IAST ; devanāgarī : ज्ञानेन्द्रिय) ou buddhīndriya (बुद्धीन्द्रिय) désigne, dans la philosophie du Sāṃkhya, l'un des cinq sens ou organe de perception ou de connaissance. Il y a cinq organes de perception qui sont: l'oreille, la peau, l'œil, la langue et le nez. Ceux-ci sont en correspondance avec les cinq objets de perception qui sont le son, la sensation liée au toucher, la forme, la saveur et l'odeur. Dans leur forme subtile, chaque objet de perception prend le nom de Tanmātra. Les jñānendriya font partie des vingt-cinq principes (tattva) énumérés et exposés dans la Sāṃkhya Kārikā composée par Īśvarakṛṣṇa.

## Cinq Jñānendriya ou buddhīndriya
Les cinq jñānendriya ou buddhīndriya sont selon la terminologie en sanskrit translittéré (En langue romane suivi du sanskrit en Devanāgarī):
- śrotra (श्रोत्र): l'oreille (ouïe) ou le sens de l'ouïe et en relation avec le grand élément (mahabhuta) Éther (ākāśa) et est associé à l'objet de perception ou l'élément rudimentaire subtil (Tanmātra) appelé « śabda »;
- tvak (त्वक्): la peau (toucher) ou le sens du tactile et en relation avec le grand élément Air (vāyu) et est associé à l'objet de perception ou l'élément rudimentaire subtil appelé « sparśa »;
- cakṣus (चक्षुस्) ou akṣī: l'œil (vue) ou le sens de la vue et en relation avec le grand élément Feu (tejas) et est associé à l'objet de perception ou l'élément rudimentaire subtil appelé « rūpa » ;
- jihvā (जिह्वा): la langue (goût) ou le sens du goût et en relation avec le grand élément Eau (ap) et est associé à l'objet de perception ou l'élément rudimentaire subtil appelé « rasa »;
- ghrāṇa (घ्राण): le nez (odorat) ou le sens de l'odorat et en relation avec le grand élément Terre (pṛthivī) et est  associé à l'objet de perception ou l'élément rudimentaire subtil appelé « gandha ».